# Pastena (Salerno)
Pastena è un quartiere della periferia est di Salerno, in Campania, facente parte della Zona Orientale.

## Geografia fisica
Confina a est con il quartiere Mercatello, a nord con il rione Santa Margherita e il rione Picarielli, a nord-est con il quartiere Europa, a ovest con il quartiere Torrione, mentre a sud è bagnato dalle acque del golfo di Salerno.

## Porticciolo di Pastena
Il porticciolo di Pastena è un approdo per imbarcazioni di pescatori locali che si estende su un'area demaniale lunga circa 800 metri, corredata nel tratto centrale di un belvedere lastricato con sampietrini, protetto con una ringhiera e spalleggiato da muri di case private. Il belvedere affaccia su uno specchio d'acqua racchiuso da un essenziale sistema bracciale di frangiflutti, offrendo un panorama sulle due costiere (costiera amalfitana e costiera cilentana) da Capo d'Orso a Punta Licosa.

## Geografia antropica

### Urbanistica
Il quartiere è diviso principalmente tra il Lungomare di Salerno, Lungomare Colombo e Lungomare Marconi con le annesse via Trento e via Posidonia.

## Infrastrutture e trasporti

### Ferrovie
Nel quartiere è presente l'omonima stazione, in esercizio dal 4 novembre 2013, costruita appositamente per il servizio ferroviario metropolitano di Salerno, che la collega al centro e ad altri quartieri della città.

### Mobilità urbana
Le linee della Busitalia Campania  che attraversano il quartiere e che lo collegano al centro e altre zone della città sono: 5-6-8-11-12-17-24-25-27-32-33-34-42.

## Monumenti e luoghi d'interesse
- Villa Carrara dimora ottocentesca.